# Chester Brown
Chester William David Brown, född 16 maj 1960 i Montréal, är en kanadensisk serieskapare. Han uppmärksammades under 1980-talet för sin egenutgivna alternativserietidning Yummy Fur, där hans prisbelönta surrealistiska berättelse Ed the Happy Clown först trycktes. Senare har han bland annat presenterat ett antal självutlämnande självbiografier i serieform, med titlar som The Playboy, I Never Liked You och Paying for It. Bland hans djuplodande serieberättelser omkring sexbranschen finns även Mary Wept over the Feet of Jesus (2016), en revisionistisk tolkning av Bibelns syn på prostitution. 2003 publicerades Browns biografi över den kanadensiske upprorsledaren Louis Riel.
Brown är även verksam som illustratör, och 2024 producerade han ett frimärke för Kanadas postverk. Hans nära vän och tidigare flickvän Sook-Yin Lee presenterade 2024 en filmbearbetning av Paying for It, utnämnd på TIFF till en av de tio bästa kanadensiska filmerna från året.

## Biografi
Brown växte upp i Châteauguay, en engelskspråkig förort till Montréal. Föräldrarna var baptister, och han har senare behållit en religiös sida inom sig.
Han blev tidigt intresserad av tecknade serier, som ett sätt att uttrycka sig, och direkt efter high school reste han till New York för att försöka få anställning hos Marvel eller DC Comics. När detta misslyckades återvände han till Montréal och studerade under ett års tid reklamteckning på Dawson College.

### Toronto, clown och självbiografi
Därefter flyttade Brown vid 19 års ålder till Toronto, i akt och mening att försöka etablera sig på arbetsmarknaden. Detta började med ett arbeta på fotoframkallningsfirman Galbraith Reproductions. Parallellt började han producera sina egna serier, från 1983 utgivna i hans seriefanzin Yummy Fur. Serierna hämtade inspiration från Browns intresse för surrealism och det undermedvetna.
1986 tog Toronto-baserade serieförlaget Vortex Comics upp Yummy Fur för publicering som återkommande serietidning (comic book). Denna publikation utvecklades inom kort till en av de ledande serietitlarna på den nordamerikanska alternativseriescenen, vid sidan av Eightball (Dan Clowes) och Love & Rockets (bröderna Jaime och Gilbert Hernandez), och Brown kunde därmed försörja sig helt och hållet på sitt serieskapande. I tidningen publicerades bland annat hans oputsade versioner av evangelierna ur Nya testamentet, men även korta och infallsrika episoder kretsande kring en otursförföljd clown vid namn Ed. Den första boksamlingen av dessa historier publicerades 1989, väckte stor uppmärksamhet och belönades med Harvey Award för bästa serieroman. 1999 belönades verket med den svenska motsvarigheten Urhunden.
Brown tröttnade till slut på sin eländiga clown och lämnade 1990 berättelsesviten oavslutad. Han lät sig istället inspireras av det självbiografiska anslaget hos alternativseriekollegor som Harvey Pekar (American Splendor), Joe Matt och Julie Doucet. Browns egna infallsvinklar kom att i stor utsträckning kretsa kring personliga tankar runt sexualitet och relationer, och episoderna i Yummy Fur kom senare att samlas i serieböckerna The Playboy (1992; med Browns funderingar kring pornografins dragningskraft) och I Never Liked You (1994). Dessutom publicerades 1998 en samlingsvolym, med blandade berättelser från åren 1980 till 1995, under titeln The Little Man.

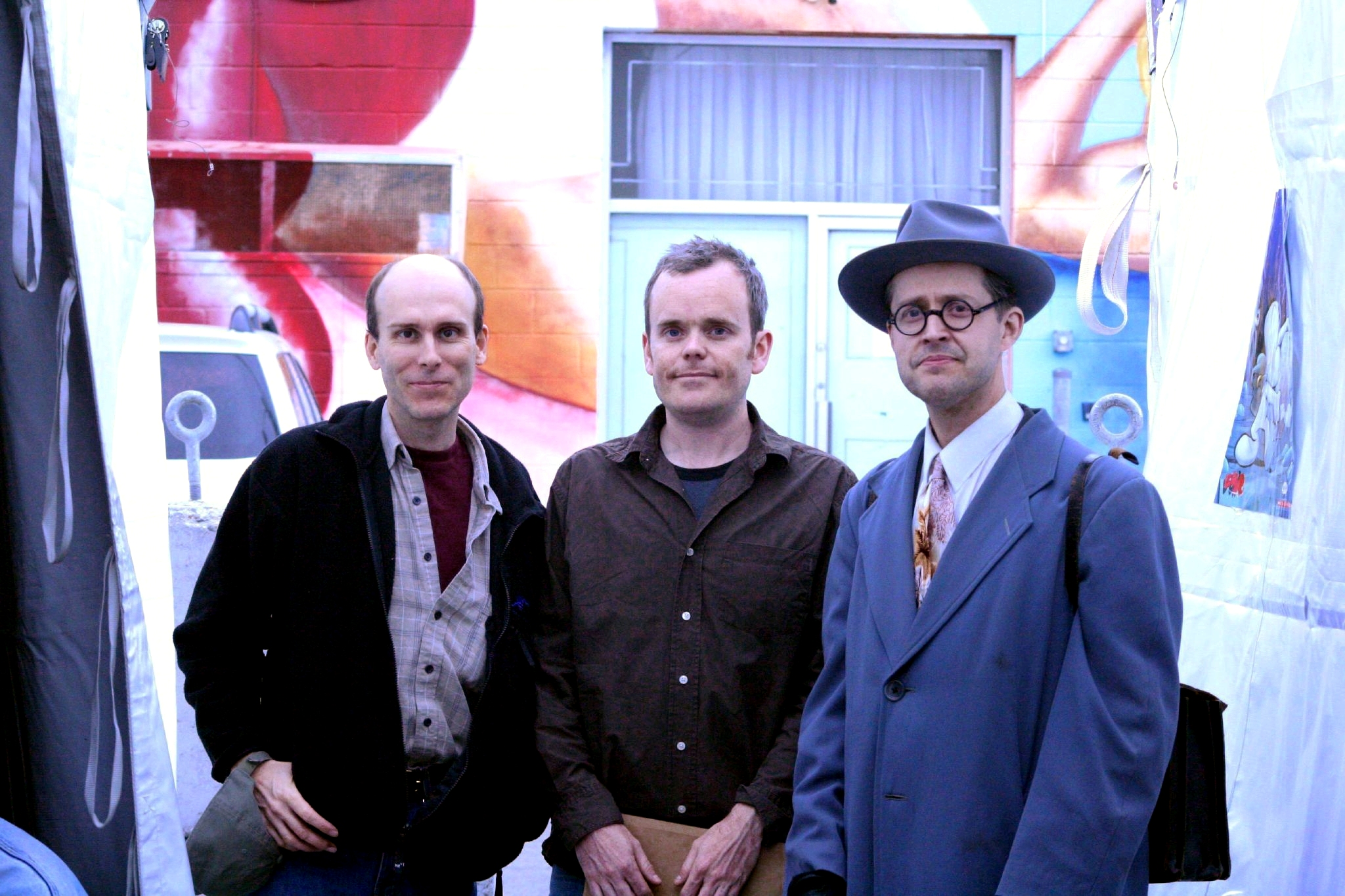
Chester Brown, vän samt serieskaparen och vännen Seth, 2005.

### Förlagsbyte,Underwater, Louis Riel
Browns genrebyte till självbiografi sammanföll med byte av förlag, till Montréal-baserade Drawn & Quarterly. Där publicerade redan kollegorna och vännerna Doucet, Matt och Seth sina egna självbiografiskt inspirerade alster.
1994 avslutade Brown serietiteln Yummy Fur, varefter han inledde produktionen av serier till den nya tidningstiteln Underwater. Här fortsatte hans berättelser ur Bibeln, kompletterat med en fiktiv berättelse om en påhittad tvilling. Båda serieprojekten avslutades 1998, efter att han hunnit presentera historien "My Mom Was a Schizophrenic" i tidningen. Denna polemiska berättelse runt psykiatri, baserat på Browns mammas psykiska sjukdom och slutliga självmord under Browns tonårstid, inledde en ny fas i Browns serieskapande, med en mer argumentativ ton och mer faktasökande historier.
I en liknande, essäistisk stil inledde Brown nu ett större verk. 1999 startade tidningen Louis Riel, tänkt som en bok från början men övertalad av förlaget att även publicera i följetongsformat i en egen tidning. Denna "seriebiografi" om den kanadensiske politikern och upprorsledaren Louis Riel tecknades i en enkel stil, inspirerat av Harold Grays Little Orphan Annie. Serien slutfördes 2003 och blev oväntat den första serieromanen på bestseller-nivå i Kanada; verket hjälpte även till att marknadsföra serieböcker rent generellt i den allmänna bokhandeln. Året efter fick Brown motta två Harvey Awards från seriebranschen, och sernare nämnde dagstidningen National Post boken som en av nollnolltalets tio bästa kanadensiska böcker.

### Paying for Itoch senare år
Bakgrundsarbetet i utforskandet av Louis Riels liv förändrade Brown, och det ledde till tankar kring konflikter kring privat ägande och statens intressen. Hans filosofiska omvandling från övertygad anarkist till libertarian samverkade också med upplevelser i hans eget liv omkring personliga livsval. 2004–2006 publicerades en ny serie av tidningen Yummy Fur, baserad på återtryck, men under tiden förbereddes den kommande serieboken Paying for It. Denna självutlämnande berättelse – med undertiteln "a comic-strip memoir about being a john" – om Browns eget övergivande av romantisk kärlek och insikten att för honom fungerade relationer och sex bäst som sexköpare (med ett knappt trettiotal prostituerade mellan 1999 och 2010). Boken berättar öppet om hans realisering av denna nya identitet, hans tankar omkring den och hans diskussioner med sina serieskaparvänner runt detta. Den avslutande fjärdedelen av boken upptas av texter och kommentarer som för vidare Browns tankar och argumentering för nödvändigheten av avkriminalisering av prostitution och sexarbete.
Därefter fortsatte Brown sitt utforskande av sexarbetets förutsättningar genom historien. Detta ledde 2016 till Mary Wept over the Feet of Jesus, en revisionistisk tolkning av Bibelns berättelser runt ämnet prostitution. Brown är övertygad om att Paulus syn på prostitution som svår synd inte var hela sanningen och att den tidiga kristna gemenskapen hade ett mer öppet förhållningssätt kring köp och salu av sexuella tjänster. En av bokens utgångspunkter är att Jungfru Maria troligen var prostituerad; däremot anser Brown att Maria från Magdala troligen inte var det.

### Andra aktiviteter
Chester Brown har successivt utvecklats från en övertygad anarkist till libertarian och övertygad förespråkare för individens friheter. 2004 beskrev han sig som socialliberalt konservativ. Han har vid flera kanadensiska parlamentsval ställt upp som kandidat för Libertarian Party of Canada.

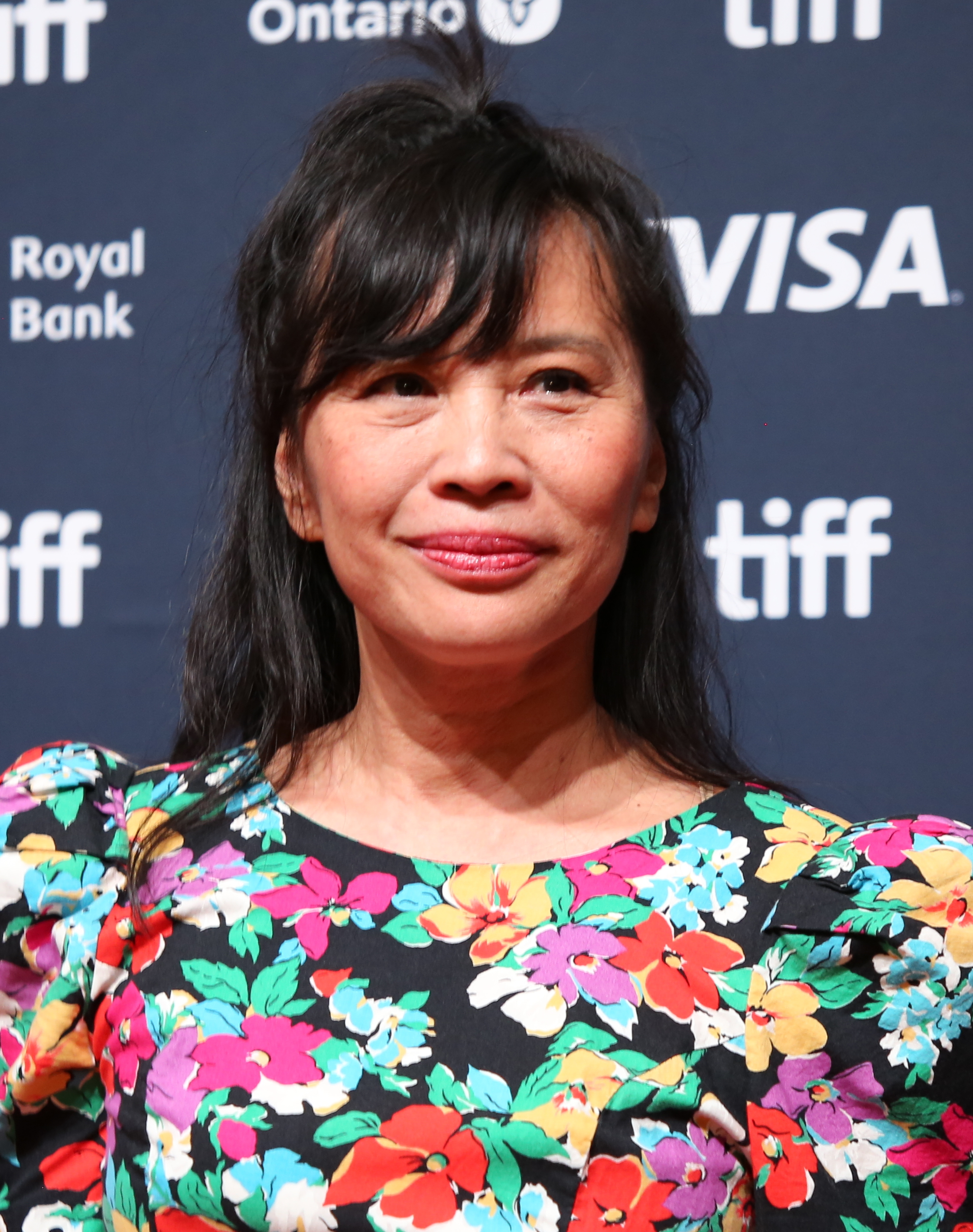
Browns vän och tidigare flickvän Sook-Yin Lee på TIFF 2024, där hennes film Paying for It efter Browns självbiografiska serieroman hade premiär.

2024 hade nära vännen och tidigare flickvännen Sook-Yin Lees film Paying for It premiär. För filmen, baserad på Browns självbiografiska seriebok men kompletterat med Lees och ett antal sexarbetares egna perspektiv, fungerade Brown som rådgivare.

## Privatliv
Chester Brown var åren 1992–1996 i en amorös relation med musikern, filmskaparen och mediepersonligheten Sook-Yin Lee. De har därefter fortsatt som nära vänner, medan Brown i slutet av 1990-talet övergav letandet efter romantisk kärlek och istället började köpa sexuella tjänster av sexarbetare.
Han har senare inlett en längre – men ändock sexköpsbaserad – relation med en av dessa sexarbetare. I Paying for It går hon under pseudonymen "Denise".

## Stil och mottagande

### Teman och teckningar
Browns teckningar och berättarstil har genomgått ett antal olika perioder och faser. De tidiga serierna innehöll ofta surrealistiska eller skatologiska inslag, varefter han i början av 1990-talet övergick till självutlämnande självbiografier. Hans biografiska serieroman över Louis Riel blev 2003 en oväntad kommersiell framgång. På senare år har han behandlat det kontroversiella ämnet prostitution, utifrån både ett personligt (Paying for It, 2011) och religiöst (Mary Wept Over the Feet of Jesus, 2016) perspektiv.
Serieberättandet har hämtat inspiration bland annat från serietidningar med monster och superhjältar, undergroundserier och äldre dagspresserier som Harold Grays Little Orphan Annie. Hans senare produktion präglas oftast av en minimalistisk teckningsstil och avskalad dialog. Hans seriesidor är ofta relativt tomma, centrerade runt några centrala serierutor som tecknas en och en och därefter fogas samman. Sedan sent 1990-tal har Brown i regel bifogat en utförlig notapparat i slutet av serieböckerna.

### Mottagande och erkännande
Redan på 1980-talet ägnade sig Brown åt kontroversiella teman, och i slutet av 1980-talet beslagtogs hans tidning Yummy Fur vid ett tillfälle i tullen mellan USA och Kanada. Ed the Happy Clown blev 1990 en stor kritikerframgång, med ett antal branschpriser, och Louis Riel erhöll både utmärkelser och blev en oväntad bästsäljare. Både det sistnämnda serieprojektet och Paying for It fick utgivningsstöd från Canada Council for the Arts (motsvarande Statens kulturråd i Sverige). Hans senare serieprojekt har inte heller följetongspublicerats.
2024 blev han en av fem kanadensiska serieskapare som fick lov att producera frimärken åt Canada Post.

#### Utmärkelser (urval)
- 1990 – Harvey Award som "Best Cartoonist"
- 1990 – Harvey Award för "Best Graphic Album" (för Ed the Happy Clown)
- 1990 – U.K. Comic Art Award för "Best Graphic Novel/Collection" (för Ed the Happy Clown)
- 1999 – Urhunden för "Bästa till svenska översatta seriealbum" (för Ed the Happy Clown)[33]
- 2004 – Harvey Award som "Best Writer" (för Louis Riel)
- 2004 – Harvey Award för "Best Graphic Album of Previously Published Work" (för Louis Riel)

## Åsikter och kritik

### Browns åsikter
Brown ser sig själv som en icke-romantisk person, och han ser sig själv som en av fyra typer av manliga sexköpare. Dessa fyra typer, delvis utformade efter hans samtal med sexarbetare, är enligt honom:
- män i romantiska relationer som ändå, av olika orsaker, vill ha sex med en sexarbetare
- män som träffar sexarbetare mellan deras romantiska relationer
- män (inklusive Brown själv) som inte söker romantiska relationer och föredrar den "enklare" och mindre emotionellt styrda sexuella kontakten med en sexarbetare
- män som inte lyckas inleda romantiska relationer och därför söker upp sexarbetare

Browns skrivande runt sexualitet och sexbranschen inspirerades av vännen och kollegan Joe Matts egna åsikter kring pornografi. Browns tanke är att pornografi inte är något man bara lämnar bakom sig, oavsett förekomsten av flickvänner i sitt liv. I The Playboy bearbetade han uppväxtens skam kring sin relation runt porren.
Browns tankar kring sexualitet och olika friheter har vidareutvecklats i hans senare verk, inte minst i Paying for It och Mary Wept over the Feet of Jesus. Han ser sex och romantisk kärlek som separata ting och är starkt kritik emot den skyddade position som romantiska relationer och formaliserandet av dem (särskilt i form av äktenskap) har i kulturen. Detta har beskrivits som en form av queert tänkande, utifrån ett förkastande av samhällets normativa hållning runt sociala relationer. Brown har ingående diskuterat dessa teman i bloggar hos Dave Sim, skapare av den ofta resonerande alternativserien Cerebus. 

### Kritik mot Brown
Browns åsikter kring sexbranschen och önskan att se den normaliserad har inte undgått kritik. Kritiken från hans vänner inom serievärlden, angående Browns misstänksamhet kring romantisk kärlek, användes i Paying for It som en utgångspunkt för en stor del av berättandet. Boken har setts som i första hand försvar och rationalisering för hans egna livsval och ett fördömande av ett intolerant samhälle. Brown har kritiserats för att utgå från sina egna erfarenheter som en modell för samhället i stort, liksom för att underskatta problemen inom sexbranschen.
Browns argumentation för att den tidiga kristendomen var "sexarbetarpositiv" – presenterat i Mary Wept over the Feet of Jesus – har kritiserats för sina långtgående tolkningar av olika bibliska berättelser. Däremot har hans försök att kontra det moderna samhällets tendens att vilja utrota sexarbete setts som modigt och filosofiskt intressant.

### Serietidningar
| Titel              | År        | Utgivare                                          | Nummer | Noter                                                                |
| ------------------ | --------- | ------------------------------------------------- | ------ | -------------------------------------------------------------------- |
| Yummy Fur (fanzin) | 1983–1986 | egenutgivning                                     | 7      | • #1–6 samlade i en volym 1987, med en extra seriesida               |
| Yummy Fur          | 1986–1995 | Vortex Comics (#1–24), Drawn & Quarterly (#25–32) | 32     |                                                                      |
| Underwater         | 1995–1998 | Drawn & Quarterly                                 | 11     | • oavslutad                                                          |
| Louis Riel         | 1999–2003 | Drawn & Quarterly                                 | 10     |                                                                      |
| Ed the Happy Clown | 2004–2006 | Drawn & Quarterly                                 | 9      | • återtryckt material från Yummy Fur, med extra bakgrundsinformation |

### Seriealbum/-böcker
| Titel                                      | År   | Utgivare          | ISBN                   | Notes                                                      |
| ------------------------------------------ | ---- | ----------------- | ---------------------- | ---------------------------------------------------------- |
| Ed the Happy Clown: A Yummy Fur Book       | 1989 | Vortex Comics     | ISBN 978-0-921451-04-4 | - förord av Harvey Pekar - oavslutad                       |
| Ed the Happy Clown: The Definitive Ed Book | 1992 | Vortex Comics     | ISBN 978-0-921451-08-2 | - förkortad - ändrat slut                                  |
| The Playboy                                | 1992 | Drawn & Quarterly | ISBN 978-0-9696701-1-7 |                                                            |
| I Never Liked You                          | 1994 | Drawn & Quarterly | ISBN 978-0-9696701-6-2 |                                                            |
| The Little Man: Short Strips 1980–1995     | 1998 | Drawn & Quarterly | ISBN 978-1-896597-13-3 |                                                            |
| I Never Liked You (Second Edition)         | 2002 | Drawn & Quarterly | ISBN 978-1-896597-14-0 | - svarta sidbakgrunder ändrade till vitt - med kommentarer |
| Louis Riel                                 | 2004 | Drawn & Quarterly | ISBN 978-1-894937-89-4 |                                                            |
| Paying for It                              | 2011 | Drawn & Quarterly | ISBN 978-1-77046-048-5 | - introduktion av Robert Crumb                             |
| Ed the Happy Clown: A Graphic Novel        | 2012 | Drawn & Quarterly | ISBN 978-1-77046-075-1 | - med kommentarer                                          |
| Mary Wept over the Feet of Jesus           | 2016 | Drawn & Quarterly | ISBN 978-1-77046-234-2 |                                                            |

### Översättningar till svenska
- Brown, Chester; Schröder Horst (1998). Ed the Happy Clown: en serie (1. uppl.). Stockholm: Epix. ISBN 9170890463